# Quasisynonym
Quasisynonyme sind Bezeichnungen, welche innerhalb eines Ordnungssystems als Synonyme gehandelt werden, obwohl sie, streng der Wortbedeutung folgend, nicht exakt denselben Begriff bezeichnen. Dies geschieht, um Ordnungssysteme nicht unnötig zu verkomplizieren.
Auswahl und Definition von Quasisynonymen sollte in Abwägung mit den Kernkompetenzen einer Dokumentensammlung erfolgen.
Beispiel:
„Tastatur“ als Quasisynonym für „Keyboard“ ist in einem Ordnungssystem einer Sammlung von Dokumenten über Informationstechnologie durchaus gerechtfertigt und wünschenswert.
Derselbe Sachverhalt in einem Ordnungssystem von Dokumenten über Musikinstrumente würde Verwirrung stiften, zumal „Tastatur“ einen Teil eines Tasteninstrumentes bezeichnet (= Manual) und „Keyboard“ ein ganzes elektronisches Tasteninstrument.